# 河階

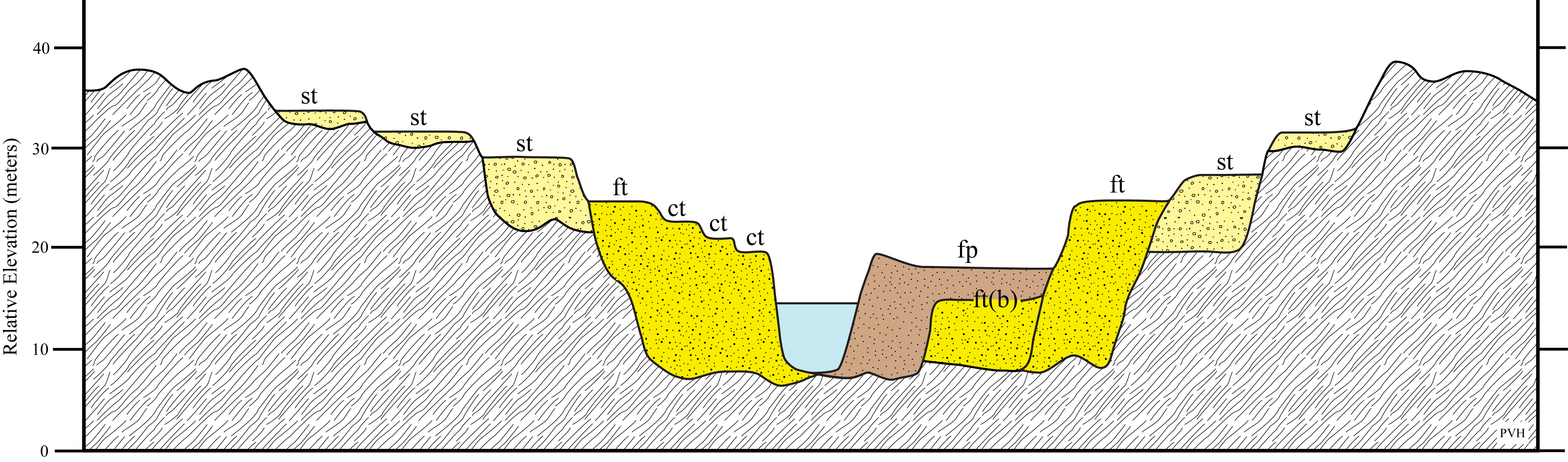
河階形成假說示意圖

河階，亦稱階地、河階地、河流阶地或堆積坡，即是地殼相對抬升造成的的地理現象。階地從一階到多階的河階地形皆有，則視階地地質與河流侵蝕能力而定。每一階的階地均包含階地面、階地前面斜坡、階地前緣、階地後緣和階地後方陡坡等部份。階地高度常以階地面與河流豐水期水面之間的垂直距離做為高度依據。
階地面是階地的表面，實際是原來的河床，受河流下切侵蝕而露出形成台地，大多均向河谷方向傾斜。
階地前面斜坡是階地面以下的坡地，階地面和階地前方斜坡是組成階地的兩個主要部分，但其發育過程卻不相同。

## 河階年齡
河階的年齡則是以階數來判斷，階數的起算則是由下而上按順序排列，最低的階地稱為一級階地，向上依次為二階階地、三階階地……依此類推，直到最高的階地即為這座河階台地的總階數，依照總階數可得知河階的年齡，換言之是階地愈高，表示階地形成的年代愈老。

## 河階種類
- 依組成物質可分為：
  - 岩石河階（rock river terrace），又稱侵蝕河階（strath terrace）。
  - 砂礫河階（gravel river terrace），又稱埋積河階（fill terrace）或沖積河階（alluvial）。

- 依河谷兩旁河階形狀之對稱與否，可分為：
  - 對稱河階（paired river terrace）。
  - 不對稱河階（unpaired river terrace）。大多在不均勻的地形

- 常見河階形狀有：
  - 在河谷平直處沿河生成的直形河階。
  - 在河谷彎曲處的凸岸部分生成的劇場河階（amphitheater river terrace），因河流圍繞三面作半圓形或弧形，故又名半圓形河階。

- 河階的多寡會在一定的條件下會影響到河流邊沿岸人民的安全

## 各地分布

### 日本
- 立川段丘
- 武蔵野段丘
- 秩父地方

### 台灣
- 大溪河階群
- 新社河階群
- 鹿谷河階群
- 德武河階群
- 鹿野河階群
- 美蘭河階群

## 另見
- 河床
- 沖積扇
- 黄土地貌